# Заварина, Антонина Александровна
Антони́на Алекса́ндровна Зава́рина (15 марта 1928, Ярославская губерния, РСФСР, СССР — 7 октября 2015, Рига, Латвия) — советский и латвийский историк-этнограф, занимавшаяся историей русского старообрядческого населения Латвии. Кандидат исторических наук (1956).

## Биография
Родилась в 1928 году в Ярославской губернии, спустя год её семья переезжает в Ленинград. В период блокады семья эвакуируется в г. Ишим Тюменской области; после Великой Отечественной войны Антонина Александровна жила в Риге, где в 1946 году окончила 17-ю среднюю школу (ул. Горького, 2). В 1951 году А. А. Заварина защитила диплом на историческом факультете Латвийского государственного университета и начала работать в Институте этнографии и фольклора Академии наук Латвийской ССР. В следующем, 1952 году А. А. Заварина поступила в аспирантуру Института этнографии им. Миклухо-Маклая в Москве. В 1956 году защитила диссертацию на тему «Семья и семейный быт русского старожильческого населения Латгалии во 2-й половине ХIX — начале XX в.».
Работала научным сотрудником, затем — начальником отдела в Центральном государственном историческом архиве Латвийской ССР, где продолжила заниматься изучением истории и культуры староверов Латвии. С 1963 года работала в Институте истории АН Латвийской ССР.
В 1959 году А. А. Заварина вышла замуж за коллегу-историка М. М. Козина, в браке родилась дочь Ольга.

## Научная деятельность
Работая в архивах Латвии, а также в Москве, Ленинграде, Литве, Белоруссии и Эстонии собрала и систематизировала сведения о жизни русского старообрядческого населения Прибалтийского края с XVIII до нач. XX в., преимущественно в восточной части Латвии. Собрала обширную коллекцию полевых материалов, ставших основой для собственных исследований и работ других учёных.
В 1986 году Академия наук Латвийской ССР выпустила её монографию «Русское население восточной Латвии во второй половине XIX — начале XX в.» (Рига: из-во «Зинатне»). Автор статей об истории и этнографии староверов Латвии в исторических и этнографических сборниках. В своих работах А. А. Заварина прослеживает волны миграции семей раскольников из западных русских губерний в направлении вновь-присоединённых по итогам Северной войны прибалтийских провинций. Предметом изучения была преимущественно материальная культура старообрядцев, однако Заварина, насколько было это возможно в советское время, касалась также религиозных основ раскола и духовного самосознания староверов. В качестве одного из выводов в своей работе А. А. Заварина указывает, что «сохранив в основном свою традиционную материальную и духовную культуру, свой язык и своё национальное самосознание, пришельцы (…) не изменили своей этнической судьбы. Это (…) свидетельствует о стойкости культурных традиций даже тогда, когда изменяются условия, их породившие».
Коллеги — этнографы и историки — высоко ценят новизну темы исследования и вес научного вклада А. А. Завариной.
Работы А. А. Завариной дают ответ на все основные вопросы истории и культуры старообрядцев Латвии. Представлено формирование русского старорожильческого населения на протяжении столетий в связи с событиями в России и обстановкой в Латвии. Показано социально-экономическое положение и хозяйство — земледелие и животноводство, орудия и навыки труда. Подробно описаны материальная культура, жилище, одежда, пища. Представленные документальные материалы позволили сделать вывод о происхождении основной массы старообрядцев Латвии из западно-русского региона, преимущественно — Псковского и Новгородского края. В таком широком и комплексном культурно-историческом аспекте старообрядческое население Латвии в научной литературе было представлено впервые. — Линда Думпе, д.и.н., Рига, Латвия
В 1990-е годы статьи авторства А. А. Завариной публиковались в сборниках, издаваемых Старообрядческим обществом Латвии, «Веди», в журнале «Поморский вестник» и др.

## Основные труды
- Заварина А. А., Русское население восточной Латвии во второй половине XIX — начале XX века : Ист.-этногр. очерк — Рига, Зинатне, 1986[8]
- Заварина А. А., «Русское население Латвии» (к истории поселения). Русские Латвии, № 3 — Рига: ВЕДИ, 2003 г.[9]
- Заварина А. А., «Из прошлого рижских староверов». — Рижский старообрядческий сборник, № 1 — Рига, 2011.